# Giulia Scaramuzza
Giulia Scaramuzza (Treviso, 30 agosto 1994) è un'ex cestista italiana.
Playmaker di 167 cm, ha giocato in Serie A1 con Venezia.

## Palmarès
- Campionato italiano di Serie A2: 1
Reyer Venezia: 2012-13
- Campionato italiano di Serie B: 1
Reyer Venezia: 2011-12
- Coppa Italia di Serie A2: 1
Reyer Venezia: 2013
- Coppa Italia di Serie B: 1
Reyer Venezia: 2012